# Katolička Crkva na Tajvanu
Katolička Crkva na Tajvanu dio je opće Katoličke Crkve, u zajedništvu s papom i Rimskom kurijom, na području istoimena otoka, ujedno i države Republike Kine. Na Tajvanu živi oko 300 tisuća katolika.
Crkva je ustrojena u osam dijeceza, sedam biskupija i Taipejsku metropoliju, kojoj su sufragani sve biskupije izuzev Xiamenske, koja pripada kineskoj metropoliji Fuzhou. Pripada kineskoj apostolskoj nuncijaturi, kao i Kineskoj biskupskoj konferenciji.
Na Tajvanu se nalazi sedam katedrala:
- Katedrala sv. Ivana, Chiayi
- Katedrala Bezgrješnoga Srca Marijina, Hsinchu,
- Katedrala Pomoćnice kršćana, Hualien,
- Katedrala Svete Krunice, Kaohsiung,
- Katedrala Isusa Spasitelja, Taichung,
- Katedrala Gospe kineske, Tainan,
- Katedrala Bezgrješnoga začeća, Taipei.

Katedrala Svete Krunice u Kaohsiungu ujedno je i manja bazilika, kao i Bazilika Bezgrješnoga začeća u istomu gradu, koja je ujedno i nacionalno svetište. Drugo nacionalno svetište u zemlji je Nacionalno svetište Gospe kineske u Meishanu.
Kaohsiungski biskup Paul Shan Kuo-hsi jedini je tajvanski prelat koji je ujedno bio i kardinal.
Na otoku djeluju Milosrdne sestre Svetoga Križa.
Poznate osobe
- Philip Chen Chien-jen, predsjednik Vlade[1]